# Кумарин
Кумари́н (2Н-хромен-2-он или 2Н-1-бензопиранон-2) — лактон о-оксикоричной кислоты.

## Этимология
Кумарин происходит от слова coumarou, французского слова, обозначающего бобы тонка. Слово тонка для бобов тонка взято из языка галиби (народ из группы карибов), проживающих во Французской Гвиане (место происхождения растения); оно также встречается в древнем тупи, другом языке того же региона, являясь названием дерева. Старое название рода, Coumarouna, образовалось от другого тупи-названия дерева, kumarú.

## Свойства
Бесцветные кристаллы с запахом свежескошенной травы; tпл 70 °C, tкип 291 °C. Кумарин растворим в спирте и эфире, в воде — плохо, однако 4-гидрокси замещение придает молекуле кумарина слабокислые свойства, поэтому его можно растворить в слабощелочной среде.
Находясь в сублимированном состоянии светятся голубым, синим или зелёным свечением в ультрафиолетовом излучении.

## Химические свойства
Кумарины реагируют как ненасыщенные лактоны или как замещенные бензолы, немного менее реакционноспособные, чем сам бензол. В реакциях, протекающих в присутствии щелочи, обычно взаимодействует кумариновая кислота (цис).

## Нахождение в природе
В виде гликозидов содержится во многих растениях, среди них — представители семейства Астровые (гербера, ромашка, тысячелистник), а также донник, зубровка, корица (азиатская содержит больше, чем цейлонская), горец и др.

## Получение
В промышленности кумарин получают из салицилового альдегида и уксусного ангидрида (см. реакция Перкина).
Также нагреванием некоторых растений с получением сублимата кумаринов

## Применение
Кумарин применяется как ароматизатор в производстве табачных изделий и в парфюмерной промышленности. Производные кумарина (кумарины) используются в лазерах на красителях. Также используется в гальванической промышленности в качестве сильного блескообразователя.
Физиологическое действие самого кумарина на человека является очень слабым. Однако на некоторых животных кумарин действует заметно. У производных кумарина физиологическое действие выражено в большей степени. Например, производные кумарин-3-карбоновых кислот является снотворными средствами. Дикумарол (3,3'-метилен-бис-4-оксикумарин) препятствует свертыванию крови и является причиной болезненных кровотечений у крупного рогатого скота, вызываемых потреблением донника.
Кумарин и его производные являются антагонистами витамина К, которые блокируют в печени синтез витамин-К-зависимых факторов свертывания крови. За счёт этого в медицине кумарин используется в качестве антикоагулянтов непрямого действия. Но при постоянном употреблении в пищу более 0,1 мг на 1 кг веса (приблизительно от 0,5 грамма кассии (повсеместно продается как корица) в день) за счёт снижения витамина K2 может повышать кальцификацию сосудов, особенно варикозного расширения [уточнить].
Предположительно кумарины обладают свойствами ингибитора деления раковых клеток, что пока до конца не изучено.